# Fingal (personaggio)
Fingal è il protagonista dei Canti di Ossian di James Macpherson.
Ispirato al mitico eroe Finn Mac Cool (noto in Irlanda come Fionn Mac Cumhail), il suo nome è stato dato alla Fingal's Cave, una spettacolare grotta marina formata da colonne basaltiche sull'isola di Staffa, Scozia.